# Coupe du Danemark de football 2016-2017
Navigation
Édition précédente Édition suivante
La coupe du Danemark de football 2016-2017 est la 63e édition de la coupe du Danemark de football, organisée par la Fédération danoise de football. Elle prend place du 9 août 2016 au 25 mai 2017. Elle voit le FC Copenhague remporter la compétition pour la huitième fois de son histoire.

## Format
92 équipes participent au premier tour, venant de tous les niveaux de compétition. Au deuxième tour, 56 équipes sont en lice. 48 d'entre elles sont les vainqueurs du premier tour, avec 6 équipes de la Superliga danoise 2015-16. Les dernières équipes étaient les deux premières de la 1ère division danoise 2015-16.
Au troisième tour, 32 équipes sont en lice. 28 sont les vainqueurs du deuxième tour. Les dernières équipes sont les quatre meilleures de la Superliga danoise 2015-16.

### Quarts de finale
| 5 avril 2017 | Næstved BK (D2)               | 1 - 2   | Vendsyssel FF (D2)             | Næstved Stadium, Næstved                           |                                                    |
| 18h00        | 19e Bechmann Timm             | (1 - 1) | 15e (pen.) Leonço · 108e Moses | Spectateurs : 674 Arbitrage : Lars Christrofferson | Spectateurs : 674 Arbitrage : Lars Christrofferson |
| 18h00        | 94e Bechmann Timm · 94e Mertz | Rapport | 94e Gouriye                    | Spectateurs : 674 Arbitrage : Lars Christrofferson | Spectateurs : 674 Arbitrage : Lars Christrofferson |

| 5 avril 2017 | Aalborg BK(D1)                 | 2 - 3   | FC Midtjylland (D1)                   | Aalborg Stadion, Aalborg                     |                                              |
| 18h00        | 34e (pen.) Würtz · 77e Risgård | (1 - 2) | 22e Onuachu · 29e Onuachu · 52e Novák | Spectateurs : 4 124 Arbitrage : Jakob Kehlet | Spectateurs : 4 124 Arbitrage : Jakob Kehlet |
| 18h00        | 36e Würtz                      | Rapport | 37e Drachmann · 56e Kristensen        | Spectateurs : 4 124 Arbitrage : Jakob Kehlet | Spectateurs : 4 124 Arbitrage : Jakob Kehlet |

| 6 avril 2017 | FC Copenhague (D1)              | 2 - 1   | AGF Aarhus (D1)      | Parken Stadium, Copenhague                     |                                                |
| 19h30        | 45e Pavlović · 82e Augustinsson | (1 - 0) | 48e Spelmann         | Spectateurs : 7 755 Arbitrage : Anders Poulsen | Spectateurs : 7 755 Arbitrage : Anders Poulsen |
| 19h30        |                                 | Rapport | 39e Olsen · 72e Buur | Spectateurs : 7 755 Arbitrage : Anders Poulsen | Spectateurs : 7 755 Arbitrage : Anders Poulsen |

| 13 avril 2017 | Randers FC (D1)         | 2 - 4 a.p. | Brøndby IF (D1)                                     | BioNutria Park Randers, Randers                           |                                                           |
| 18h30         | 15e Bruhn · 39e Pourié  | (2 - 1)    | 5e Wilczek · 89e Mukhtar · 93e Mukhtar · 97e Kalmár | Spectateurs : 5 438 Arbitrage : Jørgen Daugbjerg Buchardt | Spectateurs : 5 438 Arbitrage : Jørgen Daugbjerg Buchardt |
| 18h30         | 32e Bruhn · 89e Thomsen | Rapport    | 74e Röcker                                          | Spectateurs : 5 438 Arbitrage : Jørgen Daugbjerg Buchardt | Spectateurs : 5 438 Arbitrage : Jørgen Daugbjerg Buchardt |

### Demi-finales
| 27 avril 2017 | Vendsyssel FF (D2) | 0 - 2   | FC Copenhague (D1)        | Hjørring Stadion, Hjørring                       |                                                  |
| 19h00         |                    | (0 - 1) | 20e Greguš · 74e Kusk     | Spectateurs : 5 281 Arbitrage : Michael Tykgaard | Spectateurs : 5 281 Arbitrage : Michael Tykgaard |
| 19h00         | 71e Jacobsen       |         | 65e Greguš · 69e Ankersen | Spectateurs : 5 281 Arbitrage : Michael Tykgaard | Spectateurs : 5 281 Arbitrage : Michael Tykgaard |

| 4 mai 2017 | FC Midtjylland (D1)                  | 1 - 2 a.p. | Brøndby IF (D1)          | MCH Arena, Herning                                            |                                                               |
| 18h30      | 29e (pen.) Poulsen                   | (1 - 1)    | 35e Pukki · 92e Nørgaard | Spectateurs : 9 475 Arbitrage : Mads-Kristoffer Kristoffersen | Spectateurs : 9 475 Arbitrage : Mads-Kristoffer Kristoffersen |
| 18h30      | 31e Borring · 54e Halsti · 80e Novák | Rapport    | 29e Austin · 94e Phiri   | Spectateurs : 9 475 Arbitrage : Mads-Kristoffer Kristoffersen | Spectateurs : 9 475 Arbitrage : Mads-Kristoffer Kristoffersen |

#### Finale
| Finale            | FC Copenhague (D1)                                           | 3 - 1   | Brøndby IF (D1)                        | Parken Stadium, Copenhague                 |                                            |
| 25 mai 2017 17h00 | 51e Cornelius · 83e Santander · 85e Cornelius                | (0 - 0) | 61e Pukki                              | Spectateurs : 32 140 Arbitrage : Jens Maae | Spectateurs : 32 140 Arbitrage : Jens Maae |
| 25 mai 2017 17h00 | 53e Cornelius · 64e Augustinsson · 81e Kvist · 83e Santander | Rapport | 53e Crone · 71e Nørgaard · 81e Wilczek | Spectateurs : 32 140 Arbitrage : Jens Maae | Spectateurs : 32 140 Arbitrage : Jens Maae |